# Policultivo

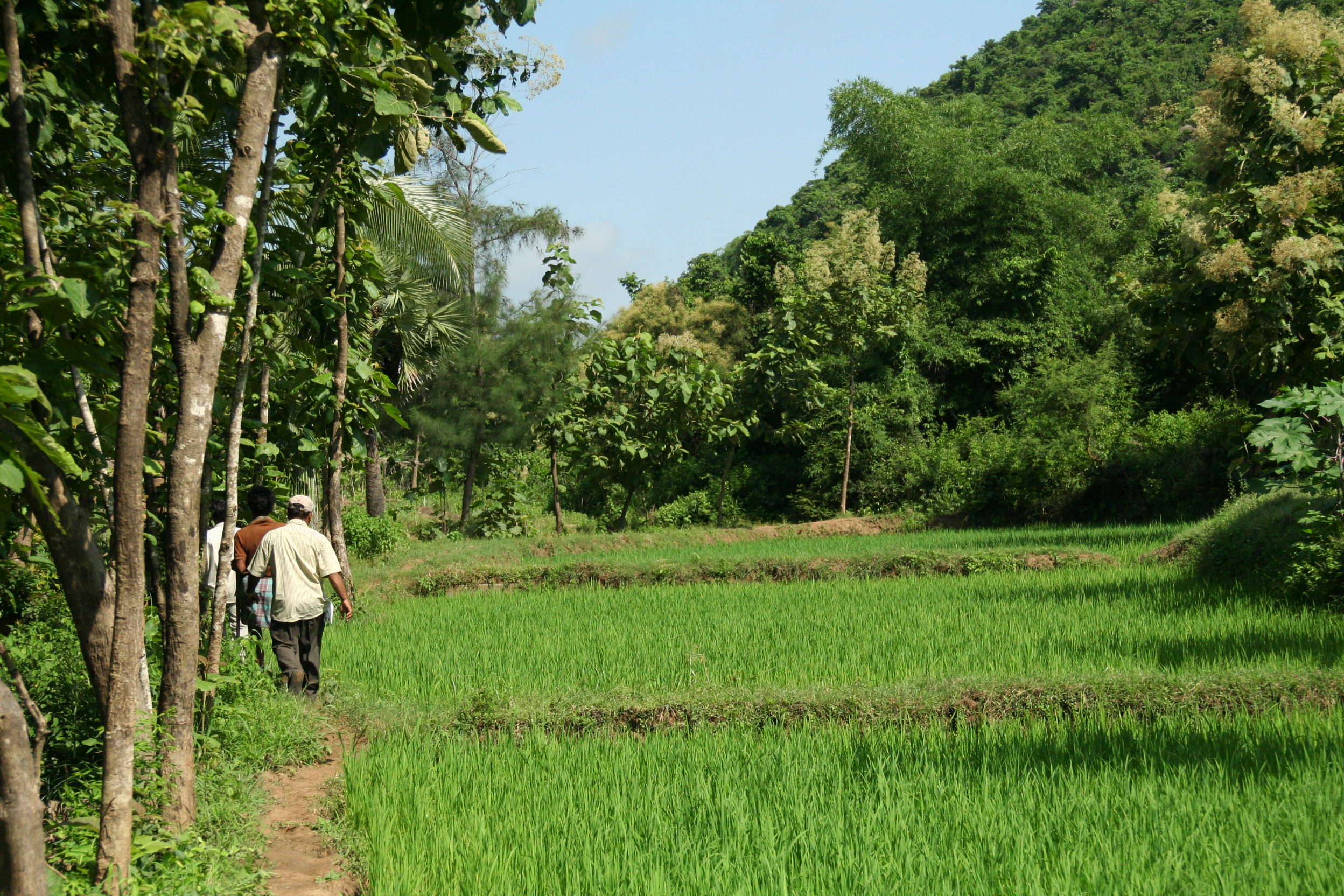
Un pueblo Indio en el que se cultivan 12 cultivos diferentes.

El policultivo o policultura es aquel tipo de agricultura que usa diferentes cultivos en el mismo suelo, imitando hasta cierto punto la diversidad de los ecosistemas naturales de plantas herbáceas, y evitando las grandes cargas sobre el suelo agrícola de los cultivos únicos, o monocultivos. Incluye la rotación de cultivos, asociación de cultivos, cultivos múltiples, y cultivo en callejones. El policultivo es uno de los principios de la permacultura.
El policultivo, aunque requiere a menudo más trabajo, tiene varias ventajas sobre el monocultivo: La diversidad de cultivos ayuda a evitar la susceptibilidad que los monocultivos tienen a las plagas. Por ejemplo, un estudio en China divulgado en Nature demostró que si se plantaban varias variedades de arroz en los mismos campos las producciones crecían  por 89%, en gran parte debido a una disminución dramática (del 94%) de la incidencia de plagas, lo cual hizo que los plaguicidas no fueran necesarios. 
La mayor variedad de cultivos proporciona el hábitat para más especies, por lo que aumenta la biodiversidad local. Este es un ejemplo de la ecología de reconciliación, o biodiversidad servicial dentro de paisajes humanos.